# Йоахим (Ортенбург)
Йоахим I фон Ортенбург (на немски: Joachim) е имперски граф на имперското графство Ортенбург от 1551 до 1600 г. Той е смятан за един от най-образованите и политически влиятелни личности през 16 век.

## Биография
Роден е на 6 септември 1530 година в Матигхофен. Той е единственият син на граф Христоф I фон Ортенбург (1480 – 1551) и втората му съпруга Анна фрайин фон Фирмиан († 1543).
Той знае на осем години латински, на 13 години следва в университета в Инголщат. Само за две години завършва следването си през 1545 г. и може да говори и пише на латински и италиански. Интересува се и от история. След следването му той е няколко години в Италия и през 1547 г. е записан да следва във факултета по право в университет Падуа.
На 19 май 1549 г. Йоахим се жени в Микхаузен за младата графиня Урсула фон Фугер, дъщеря на имперския граф Раймунд Фугер (1489 – 1535). Нейната зестра е 30 000 гулдена.  Йоахим се застъпва за учението на Мартин Лутер и през 1563 г. въвежда протестантството в своето само 8000 хектара голямо графство в Долна Бавария.
С големи финансови задължения от над 50 000 гулдена Йоахим отива в Нюрнберг и умира там на 19 март 1600 г.

## Фамилия
Първи брак: на 19 май 1549 г. с Урсула графиня Фугер (* 21 април 1530, † 7 септември 1570 в Ортенбург). Двамата имат един син:
- Антон фон Ортенбург (1550 – 1573), имперски дворцов съветник във Виена, женен за графиня Доротея фон Ханау-Мюнценберг (1556 – 1638).

Втори брак: на 25 февруари 1572 г. с Луция фрайин цу Лимпург (* 23 ноември 1550 в Гайлдорф, † 9 февруари 1626 в замък Нов-Ортенбург в Ортенбург), дъщеря на Карл I Шенк фон Лимпург (1498 – 1558) и Аделхайд фон Кирбург († 1580). Нямат деца.

## Галерия
- Имперски граф Йоахим фон Ортенбург на 60 години.
- Йоахим и Урсула фон Фугер от „Тайната почетна книга на Фугер“.